# Aylmer Bourke Lambert
Aylmer Bourke Lambert (Bath, 2 februari 1761 - Kew Green, 10 januari 1842) was een Brits botanicus.
Aylmer Bourke Lambert was de zoon van Edmund Lambert en Bridget Bourke. Hij studeerde aan de St. Mary Hall in Oxford en was getrouwd met Catherine Bowater. Hij was een van de eerste leden van de Linnean Society of London, waarvan hij vicevoorzitter was van 1796 tot 1842. Lambert is het bekendst van zijn werk A description of the genus Pinus, uitgegeven in meerdere delen in Londen in de jaren 1803-1824. Het omvat vele geïllustreerde beschrijvingen van de tot dan toe bekende coniferen. Een tweede folio-editie werd uitgegeven tussen 1828 en 1837 en een derde, kleinere (octavo) editie in 1832. Veel van de nieuw ontdekte coniferen door David Douglas en anderen, zoals de kustmammoetboom (Coast Redwood), werden voor de eerste maal beschreven in de boeken van Lambert. Sommige werden beschreven in samenwerking met andere auteurs, voornamelijk David Don, wiens werk werd overgenomen in Lamberts publicatie.
Andere werken van Lambert: A Description of the Genus Cinchona (1797), Monograph of the Genus Pincus en An Illustration of the Genus Cinchona (1821), alsmede ontelbare artikelen.
Lambert stichtte een herbarium met 30.000 soorten in Boyton.
Lambert wordt geëerd door de botanische naam van de suikerden (Pinus lambertiana).